# Бунинская премия
Бунинская премия — награда в области русской литературы, присуждаемая ежегодно с 2005 года. Премия посвящена памяти русского поэта и писателя Ивана Бунина. Присуждалась с 2005 по 2017 год.

## Организаторы
Председателем Попечительского совета Бунинской премии является ректор Московского гуманитарного университета И. М. Ильинский. В 2007—2014 гг. Председателем жюри премии был народный артист России С. И. Бэлза. После его скоропостижной смерти жюри возглавил литературовед и писатель Б. Н. Тарасов.
Лауреатам, помимо денежного вознаграждения, вручаются дипломы и медали с изображением И. А. Бунина.
Премия обычно вручается в день рождения Бунина — 22 октября — на торжественной церемонии, проходящей в Московском гуманитарном университете.

## Лауреаты
2005
- Вадим Месяц
- Борис Екимов
- Николай Конусов
- Афанасий Мамедов
- Соловьёв, Сергей Владимирович

2006
- Андрей Битов
- Александр Иличевский
- Александр Кабаков
- Майя Кучерская
- Шишкин, Михаил Павлович

2007
- Дементьев, Андрей Дмитриевич
- Глеб Горбовский
- Инна Лиснянская
- Юрий Поройков
- Тимур Кибиров
- Виктор Верстаков
- Сенкевич Александр

2008
- Юрий Поляков
- Сергей Есин
- Людмила Петрушевская
- Ефим Гаммер
- Николай Добронравов
- Альберт Лиханов
- Александр Карасёв[4][5]

2009
- Александр Проханов
- Юрий Лощиц
- Захар Прилепин
- Алексей Пушков
- Борис Тарасов
- Владимир Десятерик

2010
- Лариса Васильева
- Григорий Кружков
- Вячеслав Куприянов
- Михаил Синельников
- Евгений Фельдман
- Владимир Костров
- Виталий Костомаров

2011
- Валерий Ганичев
- Даниил Гранин
- Владимир Луков
- Борис Евсеев
- Владимир Личутин

2012
- Владимир Алейников
- Максим Амелин
- Мария Ватутина
- Марина Кудимова
- Василий Попов
- Ната Сучкова
- Юлия Мамочева
- Александр Кожедуб[6]

2013
- Вера Галактионова
- Дмитрий Поляков (Катин)
- Андрей Волос
- Максим Осипов
- Фазиль Искандер
- Виктор Лихоносов[7][8]

2014
- В 2014 году Попечительский совет принял решение не присуждать премии, поскольку большая часть присланных произведений не соответствовало жанру «малой» художественной прозы, по которой был объявлен конкурс[9].

2015
- Леонид Бежин
- Нина Пушкова
- Александр Сегень
- Станислав Куняев
- Бароат Ходжибаева (специальная премия «За поддержку и развитие русской культуры в Таджикистане»)[10]

Дипломанты
- Елена Крюкова
- Андрей Шолохов

2016
- Фурсов, Андрей Ильич
- Болдырев, Юрий Юрьевич
- Есаулов, Иван Андреевич
- Джульетто Кьеза
- Ивашов, Леонид Григорьевич
- Попов, Владимир Данилович

2017
- Игорь Волгин
- о. Леонид (Сафронов)
- Николай Зиновьев
- Тимур Зульфикаров
- Дмитрий Бакин (премия Попечительского совета посмертно)

Дипломанты
- Елена Буевич
- Алексей Гречук
- Ирина Махнанова
- Дмитрий Минаев
- Елена Кочеткова
- Тамара Потемкина

2018
- Попечительский совет принял решение в 2018 году конкурс на соискание Бунинской премии не объявлять.

## Критика
В 2007 году созданный организаторами премии экспертный совет во главе с лауреатом 2005 года Вадимом Месяцем объявил о самороспуске, заявив, что Попечительским советом премии «приглашённым экспертам с позиций силы указывается на то, что их мнение для спонсоров ничего не значит»; среди претендентов, «лоббируемых» Попечительским советом, «оказались авторы, имена которых эксперты (люди, профессионально работающие в этой области много лет) услышали впервые», а в общем списке номинантов «новейшие публикации соседствуют с изданиями 1999 года, трёхсотстраничные стихотворные сборники — с разовыми журнальными публикациями, а ряд имён и названий можно поставить рядом с именем Бунина (и с именами действительно выдающихся современных русских поэтов) разве что в насмешку».
В результате, по мнению газеты «Время новостей», «оставшись без экспертного мнения, Бунинская премия стала ещё более сомнительной, чем была с экспертами». Председатель Попечительского совета Игорь Ильинский заявил, что это не экспертный совет самораспустился, а Попечительский совет его ранее распустил, поскольку «Попечительский совет принимает за образец изящности в поэзии творчество самого И. А. Бунина, а не его трактовку авторами заявления». По мнению литературного критика Михаила Эдельштейна, обозревавшего конфликт вокруг Бунинской премии в «Русском журнале»: «премия без всякой концепции, без внятного смысла, без авторитетных имён, за ней стоящих, становится частью литпроцесса и информационным поводом только за счет изрядного наградного фонда».
Ответ председателя попечительского совета Игоря Ильинского на самороспуск экспертного совета Бунинской премии был следующим:
Первое. Некоторые авторы публикаций называют попечительский совет «спонсором». Строится легенда: «кто платит, тот и заказывает музыку». Начинают считать деньги. Между тем учредители не являются спонсорами и не вносят свои деньги в премиальный фонд. Попечительский совет организует конкурс, в том числе ведёт работу по сбору средств, которые составят премиальный фонд. Откликаются те, кому дорог русский язык и кто поддерживает усилия энтузиастов по сохранению и развитию традиций великой русской литературы. Второе. Спрашивают: почему премию учредили вузы? Отвечаем: гуманитарные вузы страны озабочены судьбой русского языка в нашей стране. Разве это не естественно? Удивляться надо бы другому — когда премию в области русской литературы учреждали британские бизнесмены, в частности фирма Букера, торгующая продовольственными товарами.